# 조지 박스
조지 에드워드 펠럼 박스(영어: George Edward Pelham Box, 1919년 10월 18일 – 2013년 3월 28일)는 영국의 통계학자이다. 품질 관리, 시계열 분석, 실험 계획법 및 베이즈 추론에 큰 기여를 하였다.

## 생애
칼 피어슨의 아들 이건 피어슨의 제자이였으며, 통계학자 로널드 피셔의 둘째 딸 조안 피셔와 결혼하였다.
1960년 미국 위스콘신 대학교 매디슨 통계학과를 설립하였다. 1992년 은퇴한 이후 통계학과와 산업 공학과의 석좌 교수를 지냈다.